# Областная газета
Областна́я газе́та — ежедневная газета, издаётся в Екатеринбурге с 8 марта 1990 года по настоящее время. Официальная газета Свердловской области. Главный редактор — Александр Лакедемонский. До ноября 2013 года была единственным СМИ, где обязательному опубликованию подлежали все нормативно-правовые акты Свердловской области. По состоянию на 2024 год выходит 5 раз в неделю.

## История газеты
Первоначально называлась «За власть советов». 19 августа 1991 года в первый день ГКЧП вышел экстренный выпуск газеты тиражом 100 тысяч экземпляров, который содержал обращение Бориса Ельцина «К гражданам России» и распространялся бесплатно.
Сначала газета выходила 3 раза в неделю, с 1998 года стала выпускаться ежедневно.

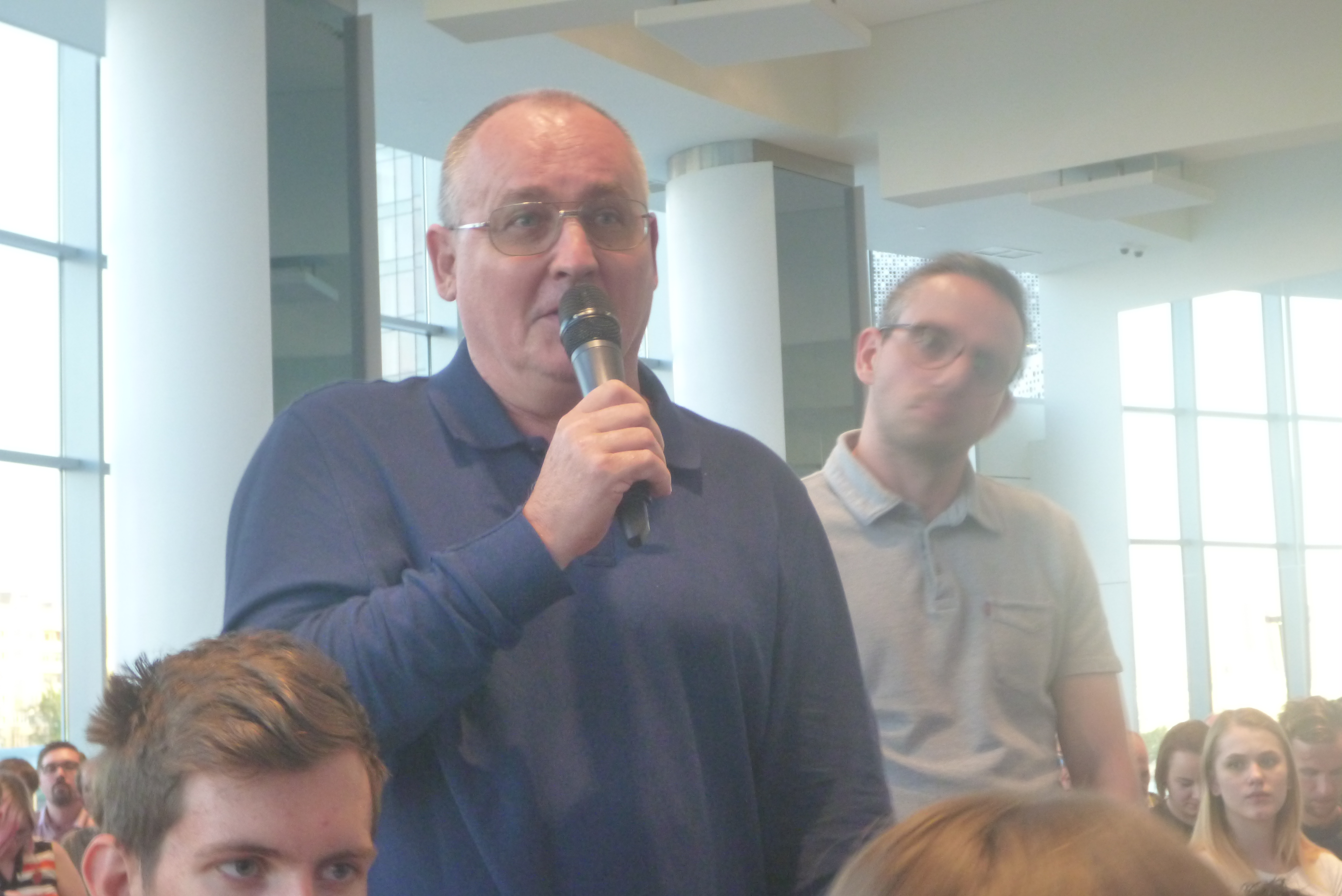
Юрий Глазков, бывший главный редактор «Областной газеты», фото 2019 года

В газете печатались разнообразные материалы на темы политики, экономики, культуры, науки, права, спорта, экологии, краеведения и т. п., публиковались программы телепередач, кроссворды, советы садоводам и начинающим шахматистам, прогнозы погоды.
Ежедневно выходила рубрика «День в истории Свердловской области», повествовавшая об исторических социально-значимых событиях, произошедших когда то в городах области. Редакция развивала собственный пресс-центр. Еженедельно актуальные темы, поднимаемые на «круглых столах» в «ОГ» освещают журналисты городских СМИ, экспертов, политиков и приглашенных гостей цитировали интернет-издания.
В 1999—2010 годах в «Областной газете» выходила специальная «Литературная страница». 21 апреля 2000 года вышел первый выпуск «Новой Эры» — приложения для детей и подростков. Первоначально «Новая Эра» была черно-белой, потом стала цветной.
В 2000-е годы у «Областной газеты» были высокие по российским меркам тиражи. В 2004 году «Областная газета» получила премию «Тираж — рекорд года 2004» в номинации «Региональная ежедневная общественно-политическая газета».
Корреспонденты редакции активно участвовали в различных городских, региональных и федеральных конкурсах профессионального мастерства среди СМИ. Многочисленные награды, благодарственные письма, грамоты свидетельствовали об успешности издания и профессионализме журналистов.
Общежития для сотрудников газета не имеет. Но по состоянию на 2011 год властями Свердловской области газете отдана в оперативное управление трехкомнатная квартира в Екатеринбурге, комнаты в которой предоставлялись нуждающимся журналистам в качестве служебного жилья.

### «Областная газета» с 2012 года

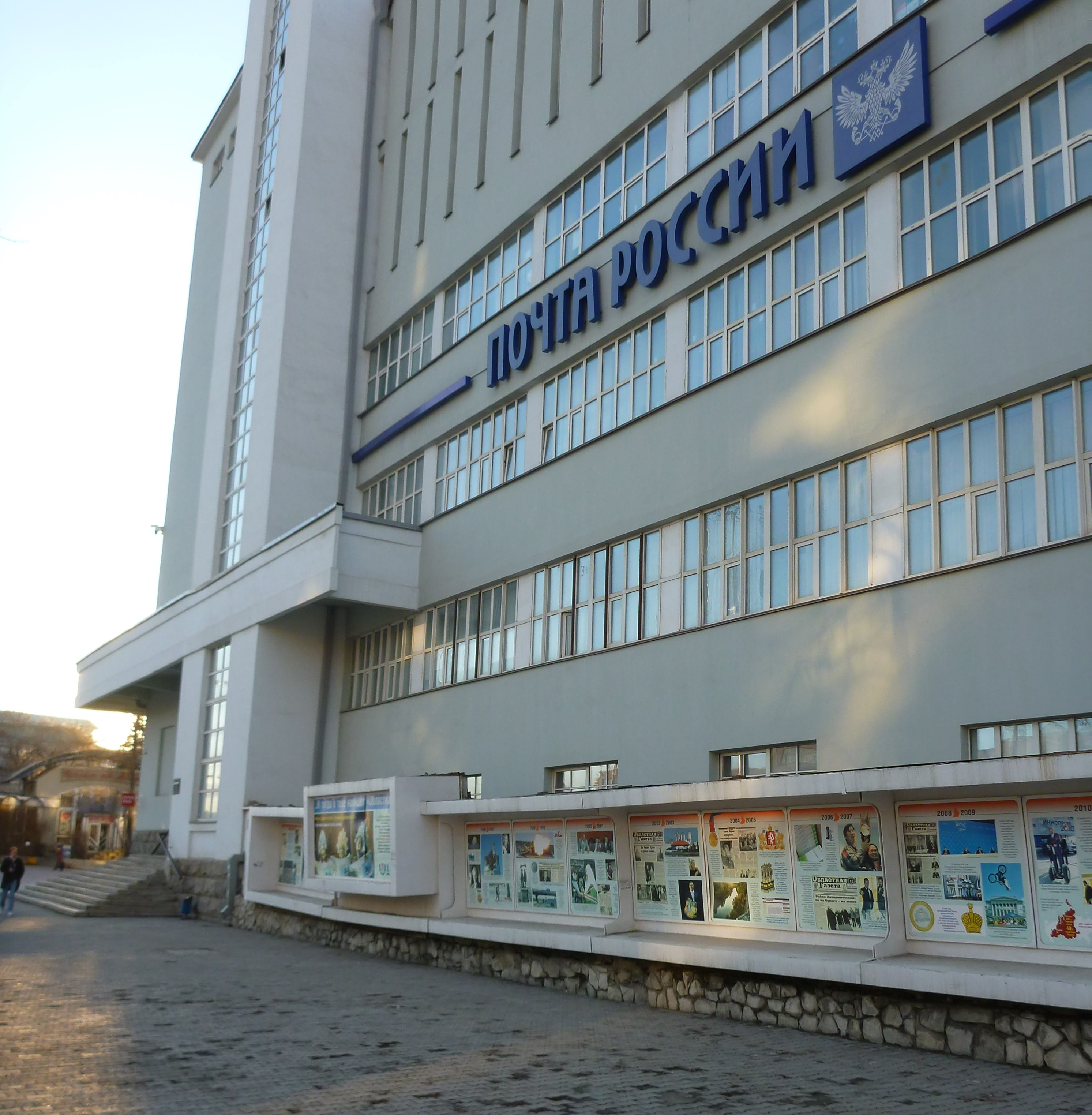
Стенд «Областной газеты» на Доме связи Екатеринбурга, фото 2021 года

В феврале 2012 года главным редактором и одновременно генеральным директором государственного бюджетного учреждения «Редакция газеты „Областная газета“» стал Дмитрий Полянин. При нем газета существенно изменилась: стала цветной, увеличились доходы от размещения рекламы, выросли поступления из областного бюджета. При нем прекратило выходить молодежное приложение к «Областной газете» «Новая Эра». Вместо него в 2017 году был запущен новый проект для детей и подростков — «СверхНовая Эра». Она издавалась два раза в месяц с сентября 2017 года внутри основного выпуска «Областной газеты». В 2018 году «СверхНовая Эра» получила федеральный знак отличия «Золотой фонд прессы-2019». Весной 2015 года у «Областной газеты» появился собственный корреспондент в Москве. В марте 2021 года в штат «Областной газеты» был принят известный художник-карикатурист Максим Смагин — для того, чтобы в СМИ появились карикатуры.
При Полянине «Областная газета» получила ряд федеральных общественных наград и премий. В 2015 году Полянину вручили премию «Золотой гонг».
Вместе с тем при Полянине произошел ряд иных перемен. Во-первых, были трудовые споры между руководством редакции и частью журналистов. Уже в 2012 году многие сотрудники газеты открыто требовали отставки Полянина. Полянину ставили в вину прекращение командировок журналистов для подготовки репортажей, массовые увольнения (например, полностью уволился весь состав бухгалтерии), продажу принадлежащих изданию автомобилей. В связи с этим коллектив газеты даже встречался с руководителем администрации губернатора Свердловской области, но после этой встречи почти все ее участники перестали работать в редакции. В 2014—2015 годах суд заставил редакцию восстановить некоторых уволенных сотрудников на работе с выплатой им компенсации за вынужденный прогу. Увольнения порой сопровождались скандалами. Уволенный главный бухгалтер издания Елена Пастощук в 2015 году рассказала СМИ, что шестимесячный оклад Дмитрия Полянина составил более 2 млн рублей. Впрочем суд отказался восстановить Пастощук в должности главного бухгалтера и взыскать в ее пользу компенсацию.
Одновременно часть коллектива редакции поддержала Полянина. Когда пошли слухи о закрытии «Областной газеты» в декабре 2013 года коллектив «Областной газеты» обратился с открытым письмом, под которым подписалось более 70 сотрудников к губернатору Свердловской области, в котором главе региона напоминали, что он «гарант чести и справедливости на вверенной ему территории» и просили о встрече. 
10 апреля 2015 года на сайте издания была размещена заметка о том, что фотографическая выставка в Екатеринбурге, организованная при поддержке генеральных консульств Великобритании и США, была отменена по приказу ФСБ. В тот же день газета опубликовала опровержение с извинениями, а уже 13 апреля 2015 года автор материала уволилась по собственному желанию.
В 2016 году деятельность Полянина подверглась критике со стороны частного СМИ — «Устав.ком». Это СМИ сообщало, что немало средств тратится на командировки главного редактора «Областной газеты». В 2016 году «Устав.ком» сообщил, что результаты проверки, проведенной администрацией президента России показали, что из доходов «Областной газеты» оплачивались административные штрафы, назначенные главному редактору. Также «Устав.ком» сообщал, что с 2014 года 10 % внебюджетных доходов газеты (1,7 млн руб. за 9,5 месяцев 2015 года) выплачиваются ее главному редактору.
Критика «Областной газеты» в «Устав.ком» продолжалась недолго. Вскоре основатель «Устав.ком» Александр Устинов продал это СМИ одному из депутатов Законодательного собрания Свердловской области. Затем сайт «Устав.ком» закрылся. А в 2018 году Устинов был арестован по обвинению в вымогательстве денег с известных людей. По версии следствия, Устинов в составе преступной группы вымогал деньги за непубликацию негативных сведений о ряде известных лиц, в том числе о губернаторе Свердловской области. В 2020 году новый сайт «Устав.нет» был заблокирован по решению суда.
В 2019 году между властями Свердловской области и редакцией «Областной газеты» произошел конфликт, который выразился в подаче к газете судебного иска со стороны властей. С газеты были взысканы решением суда более 3 млн рублей. В ночь на 4 июня 2020 года выпуск «Областной газеты» был приостановлен по решению властей Свердловской области. Однако затем выпуск газеты возобновился. В 2021 году «Областная газета» получила знак отличия «Золотого фонда прессы — 2021» I степени, аналогичный знак «Золотой фонд прессы — 2025» был получен в 2024 году.

## Учредители
«Областная газета» — официальное издание органов государственной власти Свердловской области, учрежденное для повышения правовой культуры населения, объективного и всестороннего освещения жизни городов и районов области, оперативного взаимодействия органов власти и населения.
Учредители газеты — губернатор и Законодательное собрание Свердловской области. До 2013 года действовала правовая норма, согласно которой только при условии опубликования в «Областной газете» любой нормативно-правовой акт Свердловской области вступал в силу. 10 ноября 2013 года в силу вступили поправки в Устав Свердловской области и в один из областных законов, которые предусматривали, что нормативно-правовой акт может быть опубликован не в «Областной газете», а на специальном интернет-портале.
«Областная газета» регулярно публикует отчеты с заседаний правительства, палат Законодательного собрания, а также аналитические материалы корреспондентов о ходе реализации губернаторских программ, решений правительства, интервью руководителей органов представительной и исполнительной власти, комментарии специалистов, другие материалы, дополняющие официальную информацию.

## Доходы и расходы
Основным источником финансирования издания являются поступления из бюджета Свердловской области. В 2014 году они составили 137 млн рублей. Кроме того, Свердловская область оплачивала доставку издания «Почтой России» — в 2016 году на это выделено 70 млн рублей. Дополнительный доход приносит размещение рекламы в издании.
При неисполнении «Областной газетой» показателей, власти Свердловской области с нее взыскивают бюджетное финансирование. Известны два таких иска со стороны Департамента информационной политики Свердловской области, поданные в арбитражный суд: о взыскании с «Областной газеты» более 3 млн руб. субсидии на выполнение государственного задания за 2017 год (решение о взыскании вступило в законную силу 28 января 2020 года) и поданный в феврале 2020 года иск о взыскании с издания 38,2 млн руб. субсидии, выделенной газете на 2018 год.

## Тиражи «Областной газеты»

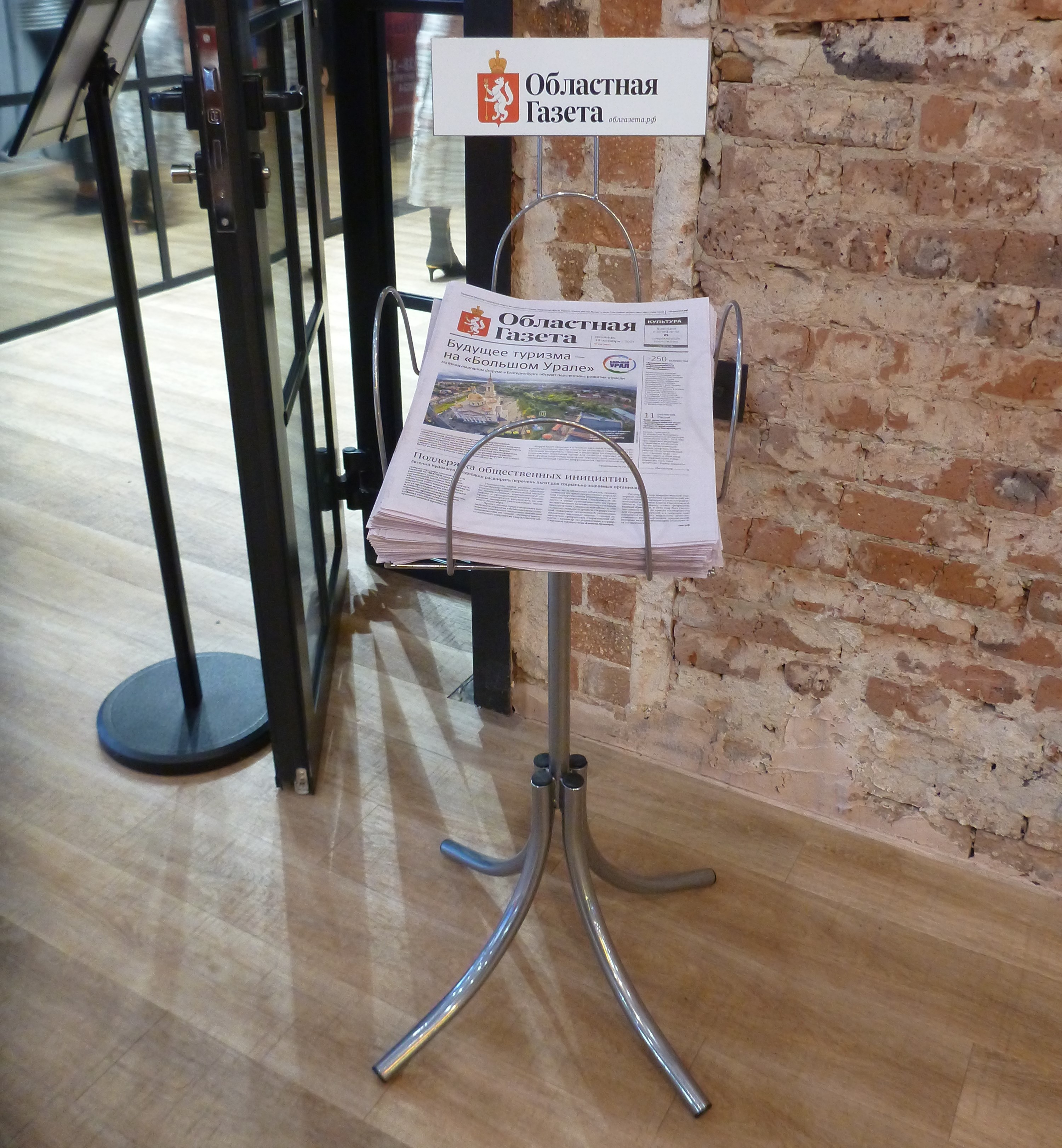
Стойка с экземплярами «Областной газеты». Екатеринбург, 18 октября 2024 года.

В 2000-е годы газета неоднократно получала федеральную премию «Тираж — рекорд года». В 2010 году газета получила эту премию за то, что в 2009 году имела среднегодовой тираж 130 634 экз.. В дальнейшем тиражи издания падали, но премию «Областная газета» получала вновь, так как сокращение тиражей было общероссийским. В 2012 году по итогам 2011 года «Областная газета» стала лауреатом «Тираж — рекорд года» в номинации «Региональная ежедневная газета», так как в 2011 году имела тираж 73 396 экз..
В 2021 году у «Областной газеты» были три версии: «социальная», «расширенная социальная» и «полная». Тираж номера 48 — 52 (9078 — 9082) составил суммарно 79175 экз.:
- «Социальная версия» — 69274 экз.
- «Расширенная социальная версия» — 8209 экз.;
- «Полная версия» — 1692 экз.

Деление на версии произошло в 2018 году. «Социальная версия» (в ней, в частности, не публикуются тексты нормативно-правовых актов, и выходила она 1 раз в неделю) распространяется среди читателей бесплатно, а полная версия (выходила 5 раз в неделю) продавалась по подписке и в розницу.

## Посещаемость сайта
«Областная газета» публикует в полной версии данные о посещаемости своего сайта — данные о пяти публикациях, набравших наибольшее число просмотров. Так, за неделю (с 17 по 23 февраля 2020 года) пять наиболее читаемых материалов «Областной газеты» (в том числе два изначально опубликованные в печатной версии) набрали (каждый) от 2,0 тыс. просмотров до 3,3 тыс. просмотров каждый.

## Главные редактора
Главными редакторами издания были:
- Нисковских Юрий (5 марта 1990 года — 18 декабря 1991 года);
- Якимов Юрий (19 декабря 1991 года — 25 марта 1993 года);
- Клепиков Виталий (26 марта 1993 года — декабрь 1994 года);
- Хрупало Вадим (декабрь 1994 года — декабрь 1995 года);
- Глазков Юрий (10 января 1996 года — август 1997 года);
- Тимофеев Николай (сентябрь 1997 года — 21 октября 2010 года);
- Чуйченко Роман (22 октября 2010 года — 13 февраля 2012 года);
- Полянин Дмитрий (14 февраля 2012 года — 2021 год);
- Стуликов Антон (29 ноября 2021 года — 5 июня 2022 года);
- Лакедемонский Александр Андреевич (6 июня 2022 года — настоящее время).

## Известные журналисты
- Матвеева, Анна Александровна (р. 1972)[36]
- Поздеев Леонид Евгеньевич (р. 1950)